# Agrotera atalis
Agrotera atalis là một loài bướm đêm trong họ Crambidae.